# Acacia prismifolia
Acacia prismifolia är en ärtväxtart som beskrevs av Ernst Georg Pritzel. Acacia prismifolia ingår i släktet akacior, och familjen ärtväxter. Inga underarter finns listade i Catalogue of Life.